# Heinz Panwitz
Heinz Panwitz vel Pannwitz (właściwie Heinz Paulson, ur. 28 lipca 1911 w Berlinie, zm. 1975 lub 1981) – pracownik Gestapo, niemiecki SS-Hauptsturmführer.
W 1941 zwrócił na siebie uwagę Reinharda Heydricha, który uczynił go swoim współpracownikiem, gdy sam objął urząd protektora Czech i Moraw. Po zamachu na Kierownika RSHA, Protektora Czech i Moraw Heydricha (27 maja 1942 roku) kierował śledztwem, a następnie dowodził atakiem oddziału SS na kryptę Soboru świętych Cyryla i Metodego, w której ukryli się zamachowcy-wykonawcy Operacji Anthropoid. Na wiosnę 1943 przejął sprawę „Czerwonej Orkiestry”, odnosząc wiele sukcesów w tropieniu członków tej organizacji szpiegowskiej.
W sierpniu 1944 przeniósł się z Paryża do Niemiec, gdzie w maju 1945 został schwytany przez żołnierzy francuskich i przekazany władzom radzieckim. Skazany za zbrodnie na 25 lat pozbawienia wolności, odbywał karę w obozie pracy w Workucie na Syberii. Zwolniony w 1955 powrócił do RFN, gdzie pracował jako dyrektor banku w Ludwigsburgu.